# Ib Boye
Ib Boye f. Ib Boye Jensen (15. april 1935 i Dybvad – 13. maj 2009) var en dansk journalist og tekstforfatter.
Ib Boye var ansat på en række dagblade, herunder Fyens Stiftstidende, inden han blev kendt som "Gyldenspjæt" i Billed-Bladet, som han var tilknyttet i en lang årrække fra begyndelsen af 1970'erne, og hvor han især blev kendt for at dække kongehuset.
Boye havde en veludviklet humoristisk sans, og han var med til at etablere den årlige revy i Rottefælden i Svendborg. Han skrev en lang række tekster til denne og andre revyer, og han var også redaktør på årsrevyen Svikmøllen samt i en periode på Østerbro Avis.
Senere i karrieren indskrev han sig på Københavns Universitet, hvor han studerede teatervidenskab og blev mag.art. Boye stiftede i 1975 Selskabet for Dansk Memorabilitet, som han var præsident for til sin død. Selskabet mindedes ham i 2009 ved en kransenedlæggelse ved det årlige møde sidst i december. Kransen blev hæftet på en bøje ud for Skuespilhuset.